# Rohila
Rohila é o pseudônimo de uma estudante afegã.
No regresso dos talibãs ao poder do Afeganistão, em 2021, teve de deixar de cursar o ensino médio no seu país por ser uma mulher. Na tentativa de formar-se de maneira autodidata, ela teve problemas por causa da péssima qualidade de acesso à internet. O seu sonho era ser formar-se para poder estudar Psicologia no exterior.
A BBC incluiu-a entre as 100 mulheres mais inspiradoras de 2021 como um exemplo por denunciar a situação similar que viviam as meninas do Afeganistão.